# 圣西尔昂纳尔蒂
圣西尔昂纳尔蒂（法語：Saint-Cyr-en-Arthies，法語發音：[sɛ̃ siʁ ɑ̃.n‿aʁti] ⓘ）是法国法兰西岛大区瓦兹河谷省的一个市镇，属于蓬图瓦兹区。

## 地理
圣西尔昂纳尔蒂（49°3'31"N, 1°44'29"E）面积3.89 平方千米，位于法国法蘭西島大區瓦兹河谷省，该省份为法国北部内陆省份，北起瓦兹省，西接厄尔省，南至塞纳-圣但尼省、上塞纳省和伊夫林省，东临塞纳-马恩省。
与圣西尔昂纳尔蒂接壤的市镇（或旧市镇、城区）包括：维莱昂纳尔蒂、德罗库尔、福兰维尔-代讷蒙、丰特奈圣佩尔、安库尔、韦特伊、维埃纳昂纳尔蒂。

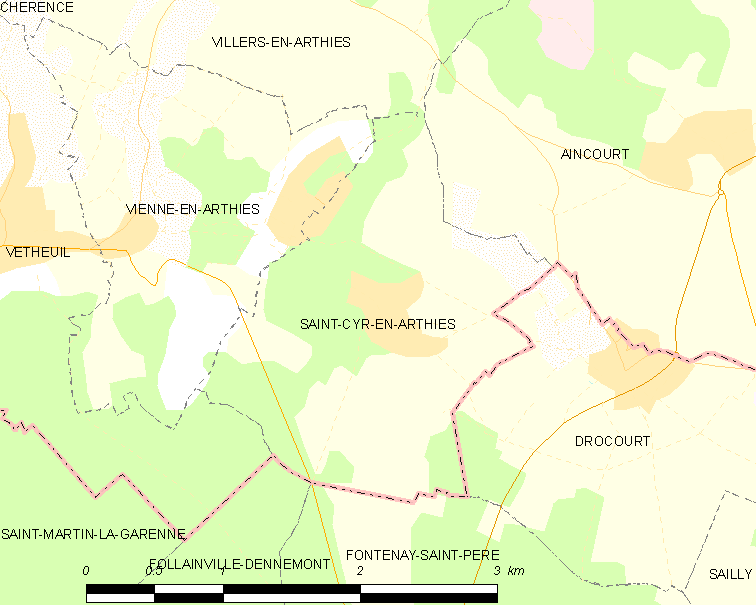
圣西尔昂纳尔蒂的OSM定位图

圣西尔昂纳尔蒂的时区为UTC+01:00、UTC+02:00（夏令时）。

## 行政
圣西尔昂纳尔蒂的邮政编码为95510，INSEE市镇编码为95543。

## 政治
圣西尔昂纳尔蒂所属的省级选区为沃雷阿勒县。

## 人口

1962-2008年间圣西尔昂纳尔蒂人口变化图示

圣西尔昂纳尔蒂于2022年1月1日时的人口数量为237人。